# Sermamagny
Sermamagny es una comuna francesa situada en el departamento del Territorio de Belfort, de la región de Borgoña-Franco Condado.
Los habitantes se llaman Sermamagniens.

## Geografía
Está ubicada a 5 km al norte de Belfort y forma parte de la aglomeración de esta ciudad.

## Demografía
| 648 | 692 | 827 | 793 | 832 | 858 | 814 | 817 |
| Para los censos de 1962 a 1999 la población legal corresponde a la población sin duplicidades (Fuente: INSEE [Consultar]) |     |     |     |     |     |     |     |